# Devisenfahndungsamt
Aufgrund einer Führeranweisung vom 4. April 1936 gründete Hermann Göring am 1. August 1936 ein reichszentrales Devisenfahndungsamt, das dem Geheimen Staatspolizeiamt angegliedert war, von Reinhard Heydrich geleitet wurde und bis 1941 bestand. Diesem Amt waren alle Zollfahndungsstellen und alle Devisenfahndungsstellen der Landesfinanzämter „in sachlicher Hinsicht“ unterstellt.
Göring richtete nach dem Anschluss Österreichs eine Wiener Devisenfahndungsstelle ein und war weisungsbefugt über die neuen Zollfahndungsstellen, die dem Reichsministerium der Finanzen unterstanden. Im Sudetenland wurden Devisenschutzkommandos mit Angehörigen des reichsdeutschen Zollfahndungsdienstes tätig, die faktisch vom Berliner Devisenfahndungsamt gesteuert wurden.

## Aufgaben
Die Geschäftsordnung des Devisenfahndungsamtes nennt als Aufgaben neben der Überwachung der Devisenbewirtschaftung und der Bearbeitung größerer Fälle unter anderem die Zusammenarbeit mit den Zollfahndungsstellen, dem Steuerfahndungsdienst bei den Landesfinanzämtern und Finanzämtern sowie den Hauptzollämtern bei den Reichsbahndirektionen. Die Zusammenarbeit mit dem Zoll und den Devisenstellen der Landesfinanzämter wurde durch Erlass vom 17. Dezember 1936 geregelt. Darin wurden die Polizeibehörden angewiesen, bei Bekanntwerden von Auswanderungsabsichten das örtliche Finanzamt, die Zollfahndung, die Stapoleitstelle, das Landesfinanzamt Berlin, die Reichsbankanstalt und die Steuerverwaltung des Gemeindevorstandes zu benachrichtigen.
Zu den in der Geschäftsordnung genannten Aufgaben gehörte auch die Ausarbeitung von „Änderungsvorschläge[n] der einschlägigen Gesetze, Verordnungen und Erlasse“. Durch die Mitwirkung des Sicherheitsdienstes richteten sich Maßnahmen verstärkt gegen Juden, denen man „typisch jüdisch[es], volksschädigendes Vergehen“ unterstellte.

## Zielrichtung
Nach Darstellung von Ralf Banken erfolgte ein großer Teil der Neuerungen im Devisenrecht ab 1936 durch Erlasse und diente „durch die Mitwirkung der Gestapo nicht mehr nur der Verhinderung der Kapitalflucht, sondern zielte bereits auf die Ausbeutung der gesamten jüdischen Bevölkerung […]“. So kürzte man Einfuhrquoten und Devisenzuteilungen für jüdische Unternehmen und wies die Devisenstellen an, das Umzugsgut von Auswanderern zu kontrollieren. Im Juli 1938 erging eine „Sicherheitsanordnung“, nach der Juden der Zugang zu ihren Bankschließfächern nur im Beisein eines Beamten erlaubt war, der den Inhalt feststellen und der Zollfahndungsstelle berichten sollte.
Nach den Novemberpogromen 1938 wurde als Sanktion die Judenvermögensabgabe erhoben. Alsbald folgten Bestimmungen wie die Verordnung zur Ausschaltung der Juden aus dem deutschen Wirtschaftsleben oder die Verordnung über den Einsatz des jüdischen Vermögens. Das Devisenrecht und ihre Institutionen waren seitdem nur noch ein „zusätzliches Instrument zur Ausbeutung der jüdischen Bürger“, nicht aber mehr das Wichtigste.

## Ausweitung
Das deutsche Devisenrecht wurde im Zweiten Weltkrieg auf annektierte und einige besetzte Gebiete ausgedehnt: Westpolen, Elsass-Lothringen, Luxemburg, Eupen-Malmedy, die Untersteiermark, Krain und den Bezirk Bialystok. 1941 wurden die besetzten Niederlande in den deutschen Wirtschaftsraum einbezogen. Auch in anderen besetzten Gebieten führten deutsche Behörden ein Devisenrecht ein oder ergänzten vorgefundene Bestimmungen in ihrem Sinne.
Es galt eine Anbietungspflicht, nach der ausländische Wertpapiere, Devisen und Edelmetalle staatlichen Zentralbanken zum Ankauf gemeldet werden mussten. Devisenschutzkommandos öffneten Schließfächer, beschlagnahmten nicht zum Pflichtverkauf gemeldete Werte sowie sogenanntes Feindvermögen und konfiszierte Sachwerte anlässlich der Deportation von Juden.

## Auflösung des Amtes
Auf Anraten von Heydrich löste Göring das zentrale Devisenfahndungsamt zum 26. Mai 1941 auf. Nach Darstellung von Ralf Banken räumte Heydrich seine Machtposition freiwillig, da das Devisenrecht für ihn allein im Zusammenhang mit der Judenpolitik interessant gewesen sei. Durch das bevorstehende Auswanderungsverbot sowie die Entscheidung zur Deportation aller Juden aus dem Reichsgebiet sei ihm sein Amt als oberster Devisenfahnder als nicht mehr nötig erschienen.
Die Historikerin Susanne Meinl wies 2005 darauf hin, dass die Tätigkeit des Devisenfahndungsamtes wenig untersucht sei und sieht weiteren Forschungsbedarf.